# Сатурн (премия, 1998)
24-я церемония награждения премии «Сатурн» за заслуги в области фантастики, фэнтези и фильмов ужасов за 1997 год состоялась 10 июня 1998 года, в США.

## Лауреаты и номинанты
Лауреаты указаны первыми, выделены жирным шрифтом и  отдельным цветом. 

### Награды для игрового кино
| Категория                                        | Лауреаты и номинанты                                                                                | Лауреаты и номинанты                                                                               |
| ------------------------------------------------ | --------------------------------------------------------------------------------------------------- | -------------------------------------------------------------------------------------------------- |
| Лучший научно-фантастический фильм               | • Люди в чёрном / Men in Black                                                                      | • Люди в чёрном / Men in Black                                                                     |
| Лучший научно-фантастический фильм               | • Чужой: Воскрешение / Alien Resurrection                                                           | |
| Лучший научно-фантастический фильм               | • Контакт / Contact                                                                                 | |
| Лучший научно-фантастический фильм               | • Пятый элемент / The Fifth Element                                                                 | |
| Лучший научно-фантастический фильм               | • Почтальон / The Postman                                                                           | |
| Лучший научно-фантастический фильм               | • Звёздный десант / Starship Troopers                                                               | |
| Лучший фильм-фэнтези                             | • Остин Пауэрс: Международный человек-загадка / Austin Powers: International Man of Mystery         | • Остин Пауэрс: Международный человек-загадка / Austin Powers: International Man of Mystery        |
| Лучший фильм-фэнтези                             | • Бэтмен и Робин / Batman & Robin                                                                   | |
| Лучший фильм-фэнтези                             | • Джордж из джунглей / George of the Jungle                                                         | |
| Лучший фильм-фэнтези                             | • Геркулес (м/ф) / Hercules                                                                         | |
| Лучший фильм-фэнтези                             | • Парк Юрского периода: Затерянный мир / The Lost World: Jurassic Park                              | |
| Лучший фильм-фэнтези                             | • Мышиная охота / MouseHunt                                                                         | |
| Лучший фильм ужасов                              | • Адвокат дьявола / The Devil’s Advocate                                                            | • Адвокат дьявола / The Devil’s Advocate                                                           |
| Лучший фильм ужасов                              | • Анаконда / Anaconda                                                                               | |
| Лучший фильм ужасов                              | • Я знаю, что вы сделали прошлым летом / I Know What You Did Last Summer                            | |
| Лучший фильм ужасов                              | • Мутанты / Mimic                                                                                   | |
| Лучший фильм ужасов                              | • Фантомы / Phantoms                                                                                | |
| Лучший фильм ужасов                              | • Крик 2 / Scream 2                                                                                 | |
| Лучший приключенческий фильм, боевик или триллер | • Секреты Лос-Анджелеса / L.A. Confidential                                                         | • Секреты Лос-Анджелеса / L.A. Confidential                                                        |
| Лучший приключенческий фильм, боевик или триллер | • Авария / Breakdown                                                                                | |
| Лучший приключенческий фильм, боевик или триллер | • Без лица / Face/Off                                                                               | |
| Лучший приключенческий фильм, боевик или триллер | • Игра / The Game                                                                                   | |
| Лучший приключенческий фильм, боевик или триллер | • Титаник / Titanic                                                                                 | |
| Лучший приключенческий фильм, боевик или триллер | • Завтра не умрёт никогда / Tomorrow Never Dies                                                     | |
| Лучший киноактёр                                 | Пирс Броснан                                                                                        | • Пирс Броснан — «Завтра не умрёт никогда» (за роль Джеймса Бонда)                                 |
| Лучший киноактёр                                 | Пирс Броснан                                                                                        | • Николас Кейдж — «Без лица» (за роль Кастора Троя / Шона Арчера)                                  |
| Лучший киноактёр                                 | Пирс Броснан                                                                                        | • Джон Траволта — «Без лица» (за роль Шона Арчера / Кастора Троя)                                  |
| Лучший киноактёр                                 | Пирс Броснан                                                                                        | • Аль Пачино — «Адвокат дьявола» (за роль Джона Милтона / Люцифера)                                |
| Лучший киноактёр                                 | Пирс Броснан                                                                                        | • Уилл Смит — «Люди в чёрном» (за роль Джеймса Даррела Эдвардса III / агента Джея)                 |
| Лучший киноактёр                                 | Пирс Броснан                                                                                        | • Кевин Костнер — «Почтальон» (за роль Почтальона)                                                 |
| Лучшая киноактриса                               | Джоди Фостер                                                                                        | • Джоди Фостер — «Контакт» (за роль Элеонор Эрроуэй)                                               |
| Лучшая киноактриса                               | Джоди Фостер                                                                                        | • Нив Кэмпбелл — «Крик 2» (за роль Сидни Прескотт)                                                 |
| Лучшая киноактриса                               | Джоди Фостер                                                                                        | • Пэм Гриер — «Джеки Браун» (за роль Джеки Браун)                                                  |
| Лучшая киноактриса                               | Джоди Фостер                                                                                        | • Дженнифер Лопес — «Анаконда» (за роль Терри Флорес)                                              |
| Лучшая киноактриса                               | Джоди Фостер                                                                                        | • Мира Сорвино — «Мутанты» (за роль доктора Сьюзен Тайлер)                                         |
| Лучшая киноактриса                               | Джоди Фостер                                                                                        | • Сигурни Уивер — «Чужой: Воскрешение» (за роль клона Эллен Рипли)                                 |
| Лучший актёр второго плана                       | Винсент Д’Онофрио                                                                                   | • Винсент Д’Онофрио — «Люди в чёрном» (за роль Эдгара / Жука)                                      |
| Лучший актёр второго плана                       | Винсент Д’Онофрио                                                                                   | • Стив Бушеми — «Воздушная тюрьма» (за роль Гарланда Грина)                                        |
| Лучший актёр второго плана                       | Винсент Д’Онофрио                                                                                   | • Роберт Форстер — «Джеки Браун» (за роль Макса Черри)                                             |
| Лучший актёр второго плана                       | Винсент Д’Онофрио                                                                                   | • Уилл Пэттон — «Почтальон» (за роль генерала Бетлехема)                                           |
| Лучший актёр второго плана                       | Винсент Д’Онофрио                                                                                   | • Пит Постлетуэйт — «Парк Юрского периода: Затерянный мир» (за роль охотника Роланда Тембо)        |
| Лучший актёр второго плана                       | Винсент Д’Онофрио                                                                                   | • Джей Ти Уолш — «Авария» (за роль Уоррена «Рэда» Барра)                                           |
| Лучшая актриса второго плана                     | | • Глория Стюарт — «Титаник» (за роль Розы (в старости))                                            |
| Лучшая актриса второго плана                     | • Джоан Аллен — «Без лица» (за роль доктора Евы Арчер)                                              | |
| Лучшая актриса второго плана                     | • Кортни Кокс — «Крик 2» (за роль Гэйл Уэзерс)                                                      | |
| Лучшая актриса второго плана                     | • Тери Хэтчер — «Завтра не умрёт никогда» (за роль Пэрис Карвер)                                    | |
| Лучшая актриса второго плана                     | • Милла Йовович — «Пятый элемент» (за роль Лилу)                                                    | |
| Лучшая актриса второго плана                     | • Вайнона Райдер — «Чужой: Воскрешение» (за роль Аннали Колл)                                       | |
| Лучший молодой актёр или актриса                 | Джена Мэлоун                                                                                        | • Джена Мэлоун — «Контакт» (за роль Элли Эрроуэй (в юности))                                       |
| Лучший молодой актёр или актриса                 | Джена Мэлоун                                                                                        | • Ванесса Ли Честер — «Парк Юрского периода: Затерянный мир» (за роль Келли Кёртис Малкольм)       |
| Лучший молодой актёр или актриса                 | Джена Мэлоун                                                                                        | • Александр Гудвин — «Мутанты»                                                                     |
| Лучший молодой актёр или актриса                 | Джена Мэлоун                                                                                        | • Сэм Хантингтон — «Из джунглей в джунгли» (за роль Мими-Сику)                                     |
| Лучший молодой актёр или актриса                 | Джена Мэлоун                                                                                        | • Доминик Суэйн — «Без лица» (за роль Джейми Арчер)                                                |
| Лучший молодой актёр или актриса                 | Джена Мэлоун                                                                                        | • Мара Уилсон — «Простое желание» (за роль Анабель Грининг)                                        |
| Лучшая режиссура                                 | Джон Ву                                                                                             | • Джон Ву за фильм «Без лица»                                                                      |
| Лучшая режиссура                                 | Джон Ву                                                                                             | • Жан-Пьер Жёне — «Чужой: Воскрешение»                                                             |
| Лучшая режиссура                                 | Джон Ву                                                                                             | • Барри Зонненфельд — «Люди в чёрном»                                                              |
| Лучшая режиссура                                 | Джон Ву                                                                                             | • Стивен Спилберг — «Парк Юрского периода 2: Затерянный мир»                                       |
| Лучшая режиссура                                 | Джон Ву                                                                                             | • Пол Верховен — «Звёздный десант»                                                                 |
| Лучшая режиссура                                 | Джон Ву                                                                                             | • Роберт Земекис — «Контакт»                                                                       |
| Лучший сценарий                                  | • Майк Уэрб и Майкл Коллеари — «Без лица»                                                           | • Майк Уэрб и Майкл Коллеари — «Без лица»                                                          |
| Лучший сценарий                                  | • Джеймс В. Харт и Майкл Голденберг — «Контакт»                                                     | |
| Лучший сценарий                                  | • Джонатан Лемкин и Тони Гилрой — «Адвокат дьявола»                                                 | |
| Лучший сценарий                                  | • Эд Соломон — «Люди в чёрном»                                                                      | |
| Лучший сценарий                                  | • Гильермо Дель Торо и Мэттью Роббинс — «Мутанты»                                                   | |
| Лучший сценарий                                  | • Эдвард Ноймайер — «Звёздный десант»                                                               | |
| Лучшая музыка                                    | | • Дэнни Эльфман за музыку к фильму «Люди в чёрном»                                                 |
| Лучшая музыка                                    | • Алан Сильвестри — «Контакт»                                                                       | |
| Лучшая музыка                                    | • Джозеф Витарелли — «Заповеди»                                                                     | |
| Лучшая музыка                                    | • Джон Пауэлл — «Без лица»                                                                          | |
| Лучшая музыка                                    | • Майк Найман — «Гаттака»                                                                           | |
| Лучшая музыка                                    | • Дэвид Арнольд — «Завтра не умрёт никогда»                                                         | |
| Лучшие костюмы                                   | • Эллен Мирожник — «Звёздный десант»                                                                | • Эллен Мирожник — «Звёздный десант»                                                               |
| Лучшие костюмы                                   | • Боб Рингвуд — «Чужой: Воскрешение»                                                                | |
| Лучшие костюмы                                   | • Дина Аппель — «Остин Пауэрс: Международный человек-загадка»                                       | |
| Лучшие костюмы                                   | • Ингрид Феррин и Роберт Туртуриче — «Бэтмен и Робин»                                               | |
| Лучшие костюмы                                   | • Жан-Поль Готье — «Пятый элемент»                                                                  | |
| Лучшие костюмы                                   | • Коллин Этвуд — «Гаттака»                                                                          | |
| Лучший грим                                      | • Рик Лаззарини и Гордон Дж. Смит — «Мутанты»                                                       | • Рик Лаззарини и Гордон Дж. Смит — «Мутанты»                                                      |
| Лучший грим                                      | • Дэвид Атертон и Кевин Ягер — «Без лица»                                                           | |
| Лучший грим                                      | • Рик Бейкер, Дэвид ЛеРой Андерсон и Кэтрин Джеймс — «Люди в чёрном»                                | |
| Лучший грим                                      | • Ве Нилл и Джефф Доун — «Бэтмен и Робин»                                                           | |
| Лучший грим                                      | • Синди Дж. Уильямс (K.N.B. EFX Group Inc.) — «Спаун»                                               | |
| Лучший грим                                      | • Луиджи Роччетти и Нил Мартц — «Адвокат дьявола»                                                   | |
| Лучшие спецэффекты                               | • Фил Типпетт, Скотт Э. Андерсон, Алек Гиллис, Том Вудрафф мл., Джон Ричардсон — «Звёздный десант»  | • Фил Типпетт, Скотт Э. Андерсон, Алек Гиллис, Том Вудрафф мл., Джон Ричардсон — «Звёздный десант» |
| Лучшие спецэффекты                               | • Эрик Бревиг, Питер Чесни, Роб Коулмэн, Рик Бейкер — «Люди в чёрном»                               | |
| Лучшие спецэффекты                               | • Karen E. Goulekas, Марк Стетсон — «Пятый элемент»                                                 | |
| Лучшие спецэффекты                               | • Питоф, Эрик Генри, Алек Гиллис, Том Вудрафф мл. — «Чужой: Воскрешение»                            | |
| Лучшие спецэффекты                               | • Деннис Мьюрен, Стэн Уинстон, Майкл Лантьери, Рэнди Дутра — «Парк Юрского периода: Затерянный мир» | |
| Лучшие спецэффекты                               | • Кен Ралстон, Стивен Розенбаум, Джером Чен, Марк Холмс — «Контакт»                                 | |

### Телевизионные награды
| Категория                                                                                    | Лауреаты и номинанты                                            | Лауреаты и номинанты                                                              |
| -------------------------------------------------------------------------------------------- | --------------------------------------------------------------- | --------------------------------------------------------------------------------- |
| Лучший телесериал, сделанный для эфирного телевидения (Best Genre Network Series)            | • Баффи — истребительница вампиров / Buffy the Vampire Slayer   | • Баффи — истребительница вампиров / Buffy the Vampire Slayer                     |
| Лучший телесериал, сделанный для эфирного телевидения (Best Genre Network Series)            | • Профиль убийцы (Профайлер) / Profiler                         |                                                                                   |
| Лучший телесериал, сделанный для эфирного телевидения (Best Genre Network Series)            | • Симпсоны / The Simpsons                                       |                                                                                   |
| Лучший телесериал, сделанный для эфирного телевидения (Best Genre Network Series)            | • Звёздный путь: Вояджер / Star Trek: Voyager                   |                                                                                   |
| Лучший телесериал, сделанный для эфирного телевидения (Best Genre Network Series)            | • Визитёр / The Visitor                                         |                                                                                   |
| Лучший телесериал, сделанный для эфирного телевидения (Best Genre Network Series)            | • Секретные материалы / The X-Files                             |                                                                                   |
| Лучший телесериал, сделанный для кабельного телевидения (Best Genre Cable/Syndicated Series) | • За гранью возможного / The Outer Limits                       | • За гранью возможного / The Outer Limits                                         |
| Лучший телесериал, сделанный для кабельного телевидения (Best Genre Cable/Syndicated Series) | • Вавилон-5 / Babylon 5                                         |                                                                                   |
| Лучший телесериал, сделанный для кабельного телевидения (Best Genre Cable/Syndicated Series) | • Земля: Последний конфликт / Earth: Final Conflict             |                                                                                   |
| Лучший телесериал, сделанный для кабельного телевидения (Best Genre Cable/Syndicated Series) | • Звёздный путь: Глубокий космос 9 / Star Trek: Deep Space Nine |                                                                                   |
| Лучший телесериал, сделанный для кабельного телевидения (Best Genre Cable/Syndicated Series) | • Звёздные врата: SG-1 / Stargate SG-1                          |                                                                                   |
| Лучший телесериал, сделанный для кабельного телевидения (Best Genre Cable/Syndicated Series) | • Зена — королева воинов / Xena: Warrior Princess               |                                                                                   |
| Лучшая телепостановка (Best Single Genre Television Presentation)                            | • Сияние / The Shining                                          | • Сияние / The Shining                                                            |
| Лучшая телепостановка (Best Single Genre Television Presentation)                            | • Золушка / Cinderella                                          |                                                                                   |
| Лучшая телепостановка (Best Single Genre Television Presentation)                            | • Дом Франкенштейна / House of Frankenstein                     |                                                                                   |
| Лучшая телепостановка (Best Single Genre Television Presentation)                            | • Вторжение / Invasion                                          |                                                                                   |
| Лучшая телепостановка (Best Single Genre Television Presentation)                            | • Провал во времени / Retroactive                               |                                                                                   |
| Лучшая телепостановка (Best Single Genre Television Presentation)                            | • Белоснежка: Страшная сказка / Snow White: A Tale of Terror    |                                                                                   |
| Лучший телеактёр (Best Genre TV Actor)                                                       | Стивен Уэбер в 2010 году                                        | • Стивен Уэбер — «Сияние» (за роль Джона «Джека» Торренса)                        |
| Лучший телеактёр (Best Genre TV Actor)                                                       | Стивен Уэбер в 2010 году                                        | • Ричард Дин Андерсон — «Звёздные врата: SG-1» (за роль полковника Джека О’Нилла) |
| Лучший телеактёр (Best Genre TV Actor)                                                       | Стивен Уэбер в 2010 году                                        | • Николас Брендон — «Баффи — истребительница вампиров» (за роль Ксандера Харриса) |
| Лучший телеактёр (Best Genre TV Actor)                                                       | Стивен Уэбер в 2010 году                                        | • Джон Корбетт — «Визитёр» (за роль Адама Макартура)                              |
| Лучший телеактёр (Best Genre TV Actor)                                                       | Стивен Уэбер в 2010 году                                        | • Дэвид Духовны — «Секретные материалы» (за роль агента ФБР Фокса Малдера)        |
| Лучший телеактёр (Best Genre TV Actor)                                                       | Стивен Уэбер в 2010 году                                        | • Майкл Т. Уайсс — «Притворщик» (за роль Джарода)                                 |
| Лучшая телеактриса (Best Genre TV Actress)                                                   | Кейт Малгрю                                                     | • Кейт Малгрю — «Звёздный путь: Вояджер» (за роль капитана Кэтрин Джейнвэй)       |
| Лучшая телеактриса (Best Genre TV Actress)                                                   | Кейт Малгрю                                                     | • Джиллиан Андерсон — «Секретные материалы» (за роль агента ФБР Даны Скалли)      |
| Лучшая телеактриса (Best Genre TV Actress)                                                   | Кейт Малгрю                                                     | • Сара Мишель Геллар — «Баффи — истребительница вампиров» (за роль Баффи Саммерс) |
| Лучшая телеактриса (Best Genre TV Actress)                                                   | Кейт Малгрю                                                     | • Джери Райан — «Звёздный путь: Вояджер» (за роль Семь-из-девяти)                 |
| Лучшая телеактриса (Best Genre TV Actress)                                                   | Кейт Малгрю                                                     | • Элли Уокер — «Профиль убийцы» (за роль доктора Саманты «Сэм» Уотерс)            |
| Лучшая телеактриса (Best Genre TV Actress)                                                   | Кейт Малгрю                                                     | • Пета Уилсон — «Её звали Никита» (за роль Никиты)                                |

### Видео
| Лучшее видеоиздание (Best Home Video Release) | • Коты не танцуют / Cats Don’t Dance                                                        |
| Лучшее видеоиздание (Best Home Video Release) | • Красавица и Чудовище: Чудесное Рождество / Beauty and the Beast: The Enchanted Christmas  |
| Лучшее видеоиздание (Best Home Video Release) | • Мир призраков Эдварда Д. Вуда-младшего / The Haunted World of Edward D. Wood Jr.          |
| Лучшее видеоиздание (Best Home Video Release) | • Пророчество 2 / The Prophecy II                                                           |
| Лучшее видеоиздание (Best Home Video Release) | • Техасская резня бензопилой 4: Новое поколение / The Return of the Texas Chainsaw Massacre |
| Лучшее видеоиздание (Best Home Video Release) | • Исполнитель желаний / Wishmaster                                                          |

### Специальные награды
| Награда                                            | Лауреаты                             |
| -------------------------------------------------- | ------------------------------------ |
| Специальная награда (Special Award)                | • Боги и монстры / Gods and Monsters |
| Премия Джорджа Пала (George Pal Memorial Award)    | • Дин Девлин                         |
| Премия за достижения в карьере (Life Career Award) | • Джеймс Карен                       |
| Премия за достижения в карьере (Life Career Award) | • Майкл Крайтон                      |
| Президентская премия (President’s Award)           | • Джеймс Кэмерон                     |
| Награда за заслуги (Service Award)                 | • Кевин Маркус и Брэдли Маркус       |